# 广州体育职业技术学院
广州体育职业技术学院（广州市体工队），简称广州体育职院，位于广东省广州市，是经广东省人民政府批准、教育部备案设立的全日制公办普通高等院校，学校代码:13708。

## 内设部门
- 办公室（党办）
- 组织人事处
- 宣传处
- 纪检室
- 教务处
- 学生处
- 训练竞赛处
- 财务处
- 总务处
- 重竞技运动管理中心
- 图书馆
- 信息中心
- 技能实训中心（职业资格鉴定站）
- 医务所
- 体育场馆管理中心
- 安保中心
- 体育教育科研中心
- 附属体育运动学校

## 教学院系
- 体育运动系
- 体育产业系
- 体育保健与康复系
- 公共基础课部
- 思想政治理论课教学部
- 继续教育部

## 项目运动队
- 田径队
- 体操队
- 击剑队
- 举重队
- 乒乓球队
- 篮球队
- 摔跤队
- 柔道队
- 跆拳道队
- 拳击队
- 武术队
- 跳水队
- 技巧蹦床队
- 排球队